# Camisa Verde e Branco
Associação Cultural e Social Escola de Samba Mocidade Camisa Verde e Branco é uma das escolas de samba mais tradicionais da cidade de São Paulo, fundada a 4 de setembro de 1953.
A escola é considerada a escola da Família Tobias, pois desde sua fundação em 1953, tem sido sempre presidida por parentes de Inocêncio Tobias. Primeiro seu filho, e depois sua nora e sua neta, e até hoje descendentes seus são membros da diretoria.
Embora a própria escola reconheça sua data de fundação em 1953, muitos consideram que o Camisa Verde não apenas descende do Grupo Carnavalesco Barra Funda, como na verdade ainda seja a antiga agremiação com outro nome, o que faria dela neste caso a escola de samba mais antiga do Brasil.

## História
O início remonta a 1914, quando foi criado o "Grupo Carnavalesco Barra Funda", liderado por Dionísio Barbosa. Nesse grupo carnavalesco, os homens saíam pelas ruas do bairro da Barra Funda vestidos de camisas verdes e calças brancas. Durante o Estado Novo, os integrantes do Grupo Carnavalesco Barra Funda foram confundidos com simpatizantes da Ação Integralista Brasileira, partido político de Plínio Salgado, e por isso perseguidos pela polícia de Getúlio Vargas, até deixarem de desfilar em 1936.
Depois de 17 anos, em 1953, Inocêncio Tobias, o Mulata, cria um movimento para reorganizar o antigo grupo carnavalesco, criando no dia 4 de setembro o Cordão Mocidade Camisa Verde e Branco. Logo no seu primeiro ano desfilando como cordão, o Camisa Verde vence o desfile de cordões, com o enredo IV Centenário;  O Camisa ainda seria campeão como cordão mais 4 vezes: 1968, 1969 e 1971, ano este em que os cordões já estavam em decadência com a popularização das escolas de samba. A partir de 1972 o Camisa segue o caminho natural, tornando-se escola de samba com o fim do desfile de cordões, chegando ao primeiro título, como escola, em 1974.
Conquistando o carnaval de 1974 com o samba-enredo Essa tal Nega Fulô, o Camisa Verde e Branco entra definitivamente para o time de escolas de samba campeãs. Mas o mais interessante ressaltar é que, nos 3 anos seguintes, o Camisa torna-se Tetra-Campeão do carnaval paulistano (74/75/76/77) sem dividir o título com nenhuma outra agremiação (ao contrário do Vai-vai em 98/99/00/01, sendo que os 3 últimos foram divididos com outras escolas). No carnaval de 1978, aconteceu um fato lamentável: antes do início do desfile do Camisa, alguns torcedores do Vai-vai atiraram paus e garrafas nos integrantes da escola, fato este que acabou dispersando alguns componentes e gerando um breve tumulto. Não houve feridos com gravidade e fatos como estes não acontecem mais no carnaval de São Paulo. Mas este fato custou ao Camisa a conquista do então pentacampeonato. No ano seguinte, com o enredo "Almôndegas de Ouro" e uma primorosa composição, a Barra Funda comemorou mais um título e a hegemonia na década de 70.
Durante a época da ditadura militar, a escola tentou produzir um enredo sobre João Cândido, herói da Revolta da Chibata, porém esta proposta foi censurada pelos generais da época. Em 1980, Inocêncio Tobias, morre deixando a presidência do Camisa Verde nas mãos do seu filho Carlos Alberto Tobias, que dirige a escola apoiado pela esposa Magali e sua mãe Cacilda Costa, a Dona Sinhá (esposa de Inocêncio Tobias).
Oito anos depois, morre a Dona Sinhá, considerada uma das damas do samba paulistano, e dois anos depois, em 1990, também vem a falecer o presidente da escola, o sr. Carlos Alberto Tobias (apelidado carinhosamente de Tuba). Sua mulher, Magali dos Santos assume a presidência, sendo campeã logo no seu primeiro ano à frente da diretoria. O Camisa Verde, que já havia conquistado o bi-campeonato em 89/90, conquista o tri em 1991. No ano seguinte, alguns fatos isolados de bastidores prejudicaram o Camisa. Falando-se até na hipótese de sabotagem, ouve-se a anulação do resultado final, e o Camisa perde a oportunidade de conquistar assim seu 2º Tetracampeonato. Já no ano de 1993, apresentando um samba memorável, a Barra Funda comemora mais um título, tornando-se uma das primeiras do ranking de campeãs com 9 títulos: 1974, 1975, 1976, 1977, 1979, 1989, 1990, 1991 e 1993.
Porém em 1996, num ano em que a escola enfrenta problemas antes e depois do desfile, o Camisa termina em penúltimo lugar entre dez escolas e é rebaixado para o Grupo de acesso. Após contar na avenida um enredo patrocinado pela Coca-Cola no ano seguinte, a escola vence e retorna ao Grupo Especial em 1998.
Em 2002, o Camisa Verde apresenta um grande desfile falando sobre o número quatro e suas místicas, terminando em um honroso 2º Lugar, perdendo o carnaval no quesito Enredo, para a sua afilhada Gaviões da Fiel. Talvez esse tenha sido a última alegria dos torcedores do Camisa, que após esse ano a escola não voltou mais ao desfile das campeãs.
Em 2003, o Camisa Verde consegue apresentar na avenida o enredo que havia sido proibido pela ditadura, fazendo uma homenagem ao líder dos revoltosos marinheiros, e com um samba forte, termina em 6º lugar. O desfile contou com a participação inclusive do neto do marinheiro João Candido, que desfilou no último carro alegórico.
Em 2004, durante os 450 anos de São Paulo, a escola fez uma homenagem à Barra Funda, aproveitando para contar ao mesmo tempo a história da cidade, do seu bairro e da própria escola, que completava 50 anos desde que foi reorganizada em 1953. O refrão do Camisa Verde neste ano dizia: "Vem festejar vem brindar, amor / 50 anos de glórias, eu sou! / Vem batuqueiro e mete a mão no couro / Que a Barra Funda é jubileu de Ouro".
Em 2005, após um ano de muitas dificuldades, e com um samba que a princípio foi classificado pela crítica como fraco, o Camisa surpreende na avenida, a escola evolui bem e o samba cresce na avenida, tendo este sido considerado um grande desfile. Apesar disso a escola acaba em 11º lugar. Em 2006, com muitos problemas e com um carnavalesco que abandonou o barracão faltando menos de 20 dias para o desfile, o Camisa Verde acaba na 13ª posição e cai para o Grupo de acesso. A escola, durante o ano, protestou contra uma nota 8,5 que foi dada para sua a bateria, sob a alegação dada pelo jurado de que "não teria ouvido os surdos". É preciso ressaltar que a bateria do Camisa Verde é conhecida como A Furiosa da Barra Funda, e considerada uma das melhores de São Paulo, e sem este 8,5 a escola teria se mantido no Especial.
Em 2007, o Camisa foi vice-campeão do Grupo de Acesso, voltando a elite do Carnaval Paulistano, o carnavalesco Rodrigo Siqueira recebeu premio de melhor conjunto de fansias. Em 2008 a escola trouxe como enredo "Da pré-história ao DNA: A história do cabelo eu vou contar", mas fez um desfile muito lindo, porém deve diversos problemas na avenida, sendo rebaixada novamente ao Grupo de Acesso. Em 2009, a escola desfilou com o enredo "Guerreiros! Camisa Verde faz a festa e prega a paz universal", e acabou no quarto lugar, fazendo com que a escola continua-se por mais um ano no grupo de Acesso.
Em 2010 veio com o enredo "Tô no jogo... Me respeite!!!" , com novo intérprete, o experiente Agnaldo Amaral que estava na Barroca Zona Sul e novo carnavalesco, Armando Barbosa. Fez um desfile belíssimo, de nível de grupo especial. Mas, como o grupo de acesso esta á cada ano mais competitivo, conseguiu apenas um 4ºlugar numa noite de belos desfiles. Em 2011 o Camisa falou sobre a Avenida Paulista com o enredo "Paulista viva,vesta a Camisa. A mais paulista das avenidas". O samba foi cantado por Celsinho que estava na Mancha Verde em 2010. Foi vice-campeã, e estará no Grupo Especial junto com a Dragões da Real que sagrou-se campeã.
No seu retorno ao Grupo Especial, em 2012, a verde e branco teve a missão de abrir a folia de 2012. A tradicional agremiação da Barra Funda mostrou que estava preparada para garantir seu lugar no grupo de elite, porém, problemas em duas alegorias e em suas fantasia comprometeram o desfile tendo notas baixas em vários quesitos sendo assim ficando em 14° lugar caindo para o acesso novamente.
De volta ao Acesso, em 2013, a escola em 2013 desfilou no Grupo de Acesso com o enredo "Era uma vez outra vez", com um desfile bonito e simples lhe rendendo o 4° lugar se mantendo no acesso. Já em 2014 a escola preparou um enredo sobre Quilombo, contando um pouco de história da evolução da África em suas lutas, terminou em 3° lugar.
Em 2015, com o enredo sobre as previsões terminou outra vez em 3° lugar. Para 2016 trouxe o enredo "Nas águas sagradas de Oxum, Iemanjá e Oxalá, Camisa Verde dá um banho de alegria", o tema era sobre o ato e as historias do banho, fez um grande desfile porém acabou com apenas o 4º lugar.
Para o carnaval de 2017 a escola optou por reeditar um samba antigo, assim como Imperador e Leandro, só que diferentemente das co-irmãs, decidiu por uma escolha entre cinco sambas e a realização de uma final para decidir qual obra seria reeditada. O samba escolhido foi o do Carnaval de 2003 e contratou Thiago Brito, como seu novo cantor oficial.[carece de fontes?] Fez um desfile simples e teve erros na maioria dos quesitos e acabou com o 4º lugar.
Em 2018 montou uma comissão de carnaval e apresentou o enredo sobre Mário de Andrade, porém fez um desfile pouco empolgante e com Alegorias e Fantasias com problemas de acabamento, na apuração obteve o pior resultado de sua longa história o amargo 7º lugar ficando apenas a um lugar de ser rebaixada.
Em 2019 trocou de carnavalesco e escolheu o enredo "Orin-Orin, Uma viagem sem fim - Quando os tambores ecoam na floresta, a Barra Funda está em festa!", sobre musicais infantis inspirados na África, terminando na sexta colocação. Para 2020 contratou o carnavalesco Cláudio Cebola para desenvolver o enredo "Ajayô: Carlinhos Brown, candomblé, tambores e batuques ancestrais" em homenagem aos 40 anos de carreira do cantor e percussionista Carlinhos Brown.
Para 2022, contratou os carnavalescos Leno Vidal e Renan Ribeiro, que desenvolveram o enredo "Rezadeiras - Na fé do trevo, eu te benzo! Na fé do trevo, te curo!", repetindo o quinto lugar do carnaval anterior. Em 2023, apenas Ribeiro segue na agremiação para desenvolver o enredo "Invisíveis", que faz uma crítica social jogando luz nas minorias a quem cujos direitos básicos, garantidos pela constituição, são negados pelo sistema. Durante a preparação para o desfile, o Trevo reforçou seu carro de som contratando o intérprete Igor Vianna (que retornou à agremiação após 10 anos) para inicialmente fazer dupla com Clóvis Pê. No entanto, Pê se desligou da escola após o primeiro ensaio técnico. Fazendo uma apresentação correta, o Camisa conquistou o vice-campeonato do Grupo de Acesso 1 fazendo a pontuação máxima de 270 pontos (perdendo o título para o Vai-Vai nos critérios de desempate), garantindo o retorno ao Grupo Especial após 11 anos.
No carnaval de 2024, ano de seu retorno à elite do carnaval paulistano após mais de uma década, o Camisa mantém sua equipe e posteriormente lança o enredo "Adenla - O Imperador nas Terras do Rei", que exalta Oxóssi, padroeiro da agremiação, e homenageia personagens que vieram das camadas mais humildes da sociedade e se tornam figuras importantes, como o ex-jogador Adriano Imperador. Na apuração, o Camisa termina em décimo segundo lugar, conseguindo a permanência no Grupo Especial.
Em 2025, após 23 anos, a mocidade camisa verde e branco retorna ao desfile das campeãs como 5.º colocada, com o enredo homenageando o cantor Cazuza, com o enredo “Cazuza, o poeta vive”.  
Atualmente a escola passa por um conturbado momento para definição de seus novos administradores, as eleições para definição de nova diretoria, discutida judicialmente, deve acontecer ainda esse semestre.  

## Fatos sobre a Escola
Algumas pessoas, ainda leigas sobre o Carnaval Paulistano, chegam a pensar que o Camisa Verde seja uma escola de samba ligada a alguma torcida organizada do Palmeiras, pelo seu nome (Camisa, o mesmo de uma escola-torcida corintiana) e suas cores (verde e branco, as cores do Palmeiras). Ainda some-se o fato de a Barra Funda ser o mesmo bairro da Mancha Verde e do Palmeiras. No entanto, o Camisa Verde não tem nenhuma ligação real com este clube de futebol, sendo tudo isso apenas grandes coincidências. A história da escola é tão antiga quanto a história palmeirense, já que o clube foi fundado em 1914, mesmo ano de fundação do Grupo Carnavalesco da Barra Funda. Além disso, a escola é madrinha da Gaviões da Fiel, escola-torcida do Corinthians, rival do Palmeiras.
Some-se a estas coincidências também o fato de que ambos foram perseguidos pela ditadura de Getúlio Vargas (o Palmeiras por se chamar Palestra Itália, nome que fazia menção a um dos inimigos do Brasil na II Guerra Mundial, e o Camisa por ser confundida com os Integralistas).
O samba enredo "Naraína, a alvorada dos pássaros" do ano de 1977, composto por Ideval e Zelão, foi escolhido pelos sambistas da cidade e pela imprensa como o "Samba-enredo do Século". Esta bela composição costuma ser executada nas quadras de diversas agremiações sendo cantado, inclusive, por jovens que não conheceram o carnaval da década de 1970.
Anteriormente, em 1969 a composição "Samba através dos Tempos" também conhecido como "Biografia do Samba", ainda do cordão carnavalesco, foi escolhido pela Paulistur (órgão que era responsável pela promoção do carnaval paulistano, hoje substituído pela Anhembi Turismo e Eventos), como o Hino do Carnaval Paulistano.

## Segmentos

### Presidentes
| Nome                                | Mandato                       | Ref.  |
| ----------------------------------- | ----------------------------- | ----- |
| Inocêncio Tobias "Mulata"           | 1954 - 1980                   |       |
| Carlos Alberto Tobias "Tuba"        | 1980 - 1990                   |       |
| Magali dos Santos                   | 1990 - 2005                   |       |
| Simone Tobias                       | 2005 - 2007                   |       |
| Delmo Ribeiro "Maninho              | 2007 - 2010                   |       |
| Ribamar de Barros                   | 2010 - agosto de 2013         | [ 5 ] |
| Tadeu Augusto Matheus "T. Kaçula"   | agosto de 2013 - maio de 2014 | [ 6 ] |
| Hervando Luiz Velozo "Velozo"       | 2014 - 2018                   | [ 5 ] |
| Francisco Carlos da Costa "Pelezão" | 2018                          | [ 7 ] |
| Érica Ferro                         | 2018 - Atual                  |       |

### Intérpretes
| Carnavais | Intérprete oficial                                | Ref.   |
| --------- | ------------------------------------------------- | ------ |
| 1968-1971 | Talismã                                           |        |
| 1972-1976 | Bidi                                              |        |
| 1977      | Ideval, Zelão e Jordão                            |        |
| 1978-1980 | Osvaldo dos Santos                                |        |
| 1981      | Zé Maria                                          |        |
| 1982      | Ataíde                                            |        |
| 1983      | Osvaldo dos Santos                                |        |
| 1984      | Ataíde                                            |        |
| 1985      | Ideval                                            |        |
| 1986      | Alfredo Careca, Boca Nervosa e Osvaldo dos Santos |        |
| 1987      | Ataíde                                            |        |
| 1988      | Portela                                           |        |
| 1989      | Portela e Armando da Mangueira                    | [ 8 ]  |
| 1990      | Agnaldo Amaral                                    | [ 9 ]  |
| 1991      | Juscelino Alves                                   |        |
| 1992-1994 | Juscelino Alves e Birinha                         |        |
| 1995      | Birinha                                           |        |
| 1996      | Birinha e Queixinho                               |        |
| 1997      | Birinha                                           |        |
| 1998-1999 | Juscelino Alves                                   |        |
| 2000-2001 | Carlos Júnior e Marquinhos Trindade               | [ 10 ] |
| 2002-2003 | Carlos Júnior                                     | [ 10 ] |
| 2004      | Marquinhos Trindade                               |        |
| 2005      | Celsinho Mody e Juscelino Alves                   | [ 11 ] |
| 2006      | Juscelino Alves, Birinha e André Pantera          |        |
| 2007      | André Pantera                                     |        |
| 2008-2009 | Celsinho Mody                                     | [ 11 ] |
| 2010      | Agnaldo Amaral                                    | [ 9 ]  |
| 2011      | Celsinho Mody                                     | [ 11 ] |
| 2012      | Agnaldo Amaral                                    | [ 9 ]  |
| 2013      | Igor Vianna                                       | [ 12 ] |
| 2014      | Juninho Berin                                     |        |
| 2015-2016 | Tiganá                                            | [ 13 ] |
| 2017      | Thiago Brito                                      | [ 14 ] |
| 2018      | Nêgo                                              | [ 15 ] |
| 2019–2022 | Tiganá                                            | [ 13 ] |
| 2023–2025 | Igor Vianna                                       | [ 13 ] |

### Diretores
| Período    | Diretor de Carnaval      | Diretor geral de harmonia            | Mestre de bateria | Ref.   |
| ---------- | ------------------------ | ------------------------------------ | ----------------- | ------ |
| 2014       | Comissão de Carnaval     | Ricardo de Paula "Americano"         | Fernando Neninho  |        |
| 2015       | Alexandre Salomão "Teta" | Fabinho Moreira                      | Fernando Neninho  | [ 16 ] |
| 2018       | Magali dos Santos        | Comissão Harmonia                    | Jeyson Ferro      | [ 17 ] |
| 2020       | João Ferro               | Adriana, Luiz e Mesquita             | Marcão            | [ 18 ] |
| 2021       | Joao Ferro               | Adriana, Mesquita                    | Jeyson Ferro      |        |
| 2022-2023  | Joao Ferro               | Rogerio Nascimento e Ulisses Ozzetti | Jeyson Ferro      |        |
| 2023-2024  | João Ferro               | Rogerio Nascimento e Diego Zulão     | Jeyson Ferro      |        |
| 2024- 2025 | João Ferro               | Victor Bianchini e Ede Fernandes     | Jeyson Ferro      |        |

### Casal de Mestre-sala e Porta-bandeira
| Período     | Nome                                | Ref    |
| ----------- | ----------------------------------- | ------ |
| 1980-1990   | Serginho Zimbauê e Solange          |        |
| 1992-1999   | Gabi e Vivi Martins                 |        |
| 2002        | Marcelo Silva e Rose Oliveira       |        |
| 2008-2011   | Claudio Adão e Claudia Adão         |        |
| 2012        | Leonardo Trindade e Joice Prado     |        |
| 2013-2014   | Alex Marcelino e Raphaela Caboclo   |        |
| 2015-2016   | Feliciano Junior e Raphaela Caboclo | [ 16 ] |
| 2017        | Paulinho Sales e Sandra Jesus       |        |
| 2018        | Vinicius e Joice Prado              |        |
| 2019-2020   | Gabriel Vullen e Joice Prado        |        |
| 2022        | Wendel Cacila e Janny Moreno        |        |
| 2023-2024   | Alex Malbec e Jessika Barbosa       |        |
| 2024- Atual | Everson Sena e Lyssandra Grooters   |        |

### Coreógrafos
| Período    | Nome              | Ref.   |
| ---------- | ----------------- | ------ |
| 1990- 1999 | Thereza Santos    |        |
| 2000       | Ismael Toledo     |        |
| 2001-2011  | Yaskara Manzini   |        |
| 2012       | Ismael Toledo     | [ 19 ] |
| 2015-2017  | Edgar Júnior      | [ 16 ] |
| 2018       | Ismael Toledo     | [ 20 ] |
| 2019       | Arthur Rozas      | [ 21 ] |
| 2020-2022  | Robson Bernardino |        |
| 2023       | Jonathan Paulino  |        |
| 2024-atual | Luiz Romero       |        |

### Corte de Bateria
| Período    | Rainha             | Madrinha         | Musa            | Ref.   |
| ---------- | ------------------ | ---------------- | --------------- | ------ |
| 2005       | Erika Rodrigues    | -                | -               |        |
| 2006       | Erika Rodrigues    | Fernanda Batista | -               |        |
| 2007       | Renata Souza       | Fernanda Batista | -               |        |
| 2008-2009  | Renata Souza       | Fernanda Batista | Bruna Ancheschi |        |
| 2010       | Juliana Braga      | -                | Joice Costa     |        |
| 2011       | Joice Costa        | Luana Campos     | Tatiane Lira    |        |
| 2012       | Joice Costa        | Solange Gomes    | Ellen Cardoso   | [ 22 ] |
| 2013       | Ariellen Domiciano | Joice Costa      | Renata Souza    | [ 23 ] |
| 2014-2015  | Erika Rodrigues    | Joice Costa      | Ivi Pizzott     | [ 24 ] |
| 2016-2017  | Ivi Pizzott        | -                | Naiara Jambo    |        |
| 2018       | Carol Amaral       | -                | Sheila Neves    | [ 25 ] |
| 2019       | Rosângela Barbosa  | -                | -               | [ 26 ] |
| 2020       | Tatiane Salvador   | -                | -               |        |
| 2022-2024  | Sophia Ferro       | -                | -               |        |
| 2025-Atual | Thalita Zampirolli |                  | -               |        |

## Carnavais
| Ano  | Colocação | Grupo | Enredo | Carnavalesco | Ref.          |
| 1954 | Campeã | Cordões | IV Centenário de São Paulo | Comissão de Carnaval                                                                                                   |               |
| ---- | --- | --- | --- | --- | ------------- |
| 1955 | Vice-campeã | Cordões | Samba Exaltação | Comissão de Carnaval                                                                                                   |               |
| 1956 | 3º lugar | Cordões | Samba Exaltação | Comissão de Carnaval                                                                                                   |               |
| 1957 | 3º lugar | Cordões | Samba Exaltação | Comissão de Carnaval                                                                                                   |               |
| 1958 | 4º lugar | Cordões | Samba Exaltação | Comissão de Carnaval                                                                                                   |               |
| 1959 | 4º lugar | Cordões | Samba Exaltação | Comissão de Carnaval                                                                                                   |               |
| 1960 | 3º lugar | Cordões | Samba Exaltação | Comissão de Carnaval                                                                                                   |               |
| 1961 | 3º lugar | Cordões | Samba Exaltação | Comissão de Carnaval                                                                                                   |               |
| 1962 | Vice-campeã | Cordões | Samba Exaltação | Comissão de Carnaval                                                                                                   |               |
| 1963 | Vice-campeã | Cordões | Samba Exaltação | Comissão de Carnaval                                                                                                   |               |
| 1964 | 3º lugar | Cordões | Samba Exaltação | Comissão de Carnaval                                                                                                   |               |
| 1965 | 3º lugar | Cordões | Samba Exaltação | Comissão de Carnaval                                                                                                   |               |
| 1966 | Vice-campeã | Cordões | Samba Exaltação | Comissão de Carnaval                                                                                                   |               |
| 1967 | Vice-campeã | Cordões | Samba Exaltação | Comissão de Carnaval                                                                                                   |               |
| 1968 | Campeã | Cordões | Há um Nome Gravado na História - 13 de Maio | Talismã | [ 27 ]        |
| 1969 | Campeã | Cordões | Biografia do Samba | Talismã | [ 27 ]        |
| 1970 | Vice-campeã | Cordões | Festa das Flores | Talismã | [ 27 ]        |
| 1971 | Campeã | Cordões | Sonho Colorido De Um Pintor | Talismã | [ 27 ]        |
| 1972 | 3º lugar | Grupo 1 | Literatura de Cordel | Bidi | [ 27 ]        |
| 1973 | Vice-campeã | Grupo 1 | As Quatro Estações do Ano | Ruben Confete | [ 27 ]        |
| 1974 | Campeã | Grupo 1 | Uma Certa Nega Fulô | Comissão de Carnaval                                                                                                   | [ 27 ]        |
| 1975 | Campeã | Grupo 1 | Tropicália | Comissão de Carnaval                                                                                                   | [ 27 ]        |
| 1976 | Campeã | Grupo 1 | Atlântida e Suas Chanchadas | Augusto Henrique Alves                                                                                                 | [ 27 ]        |
| 1977 | Campeã | Grupo 1 | Narainã, A Alvorada Dos Pássaros | Comissão de Carnaval                                                                                                   | [ 27 ]        |
| 1978 | Vice-campeã | Grupo 1 | Semana de Arte Moderna e os Contemporâneos do Futuro | Augusto Henrique Alves                                                                                                 | [ 27 ]        |
| 1979 | Campeã | Grupo 1 | Almôndegas de Ouro | Augusto Henrique Alves                                                                                                 | [ 27 ]        |
| 1980 | Vice-campeã | Especial | Acima de Tudo Mulher | Augusto Henrique Alves                                                                                                 | [ 27 ]        |
| 1981 | 3º lugar | Especial | Amor, Sublime Amor | Augusto Henrique Alves                                                                                                 | [ 27 ]        |
| 1982 | 3º lugar | Especial | Negros Maravilhosos "Mutuo Mundo Kitoko" | Augusto Henrique Alves e Tobias                                                                                        | [ 27 ]        |
| 1983 | 5º lugar | Especial | Verde Que Te Quero Verde | Augusto Henrique Alves                                                                                                 | [ 27 ]        |
| 1984 | Vice-campeã | Especial | Os Três Encantos do Rei | Augusto Henrique Alves                                                                                                 | [ 27 ]        |
| 1985 | 4º lugar | Especial | Ginga Brasil Moreno ou Menino Cor de Canela | Augusto Henrique Alves                                                                                                 | [ 27 ]        |
| 1986 | Vice-campeã | Especial | Fantasia: Sonho Sem Fim | Augusto Henrique Alves                                                                                                 | [ 27 ]        |
| 1987 | Vice-campeã | Especial | Barra Funda Estação Primeira | Augusto Henrique Alves                                                                                                 | [ 27 ]        |
| 1988 | Vice-campeã | Especial | Convite Para Amar | Augusto Henrique Alves                                                                                                 | [ 27 ]        |
| 1989 | Campeã | Especial | Quem Gasta Tudo Num Dia, No Outro Assovia | Augusto Henrique Alves                                                                                                 | [ 27 ]        |
| 1990 | Campeã | Especial | Dos Barões do Café a Sarney, Onde Foi Que Eu Errei | Augusto Henrique Alves                                                                                                 | [ 27 ]        |
| 1991 | Campeã | Especial | Combustível Da Ilusão | Claúdio Quatrucci | [ 27 ]        |
| 1992 | Vice-campeã | Especial | Banho de Luz Que Me Seduz | Augusto Oliveira | [ 27 ]        |
| 1993 | Campeã | Especial | Talismã | Augusto Oliveira | [ 27 ]        |
| 1994 | 3° lugar | Especial | Eternamente Jovem | Augusto Oliveira | [ 27 ]        |
| 1995 | 3° lugar | Especial | Do Palco ao Asfalto - O Resumo da Ópera | Sebastião Mendes | [ 27 ]        |
| 1996 | 9° lugar | Especial | Loucos da Corte: Muito Além da Inspiração | Paulo Burian | [ 27 ]        |
| 1997 | Campeã | Acesso | Alô Mauês, Taí o Nosso Carnaval! | Luis Bezerra e Berossy                                                                                                 | [ 27 ]        |
| 1998 | 3º lugar | Especial | Fotografia, Os Olhos do Mundo Nas Lentes da Verde e Branco | Alexandre Costa |               |
| 1999 | 8° lugar | Especial | Escancarando Corações Verde e Branco: Elymar Mais Popular | Tito Arantes |               |
| 2000 | 7° lugar | Especial | Mare Liberum nas Terras De Ibirapitanga | Tito Arantes |               |
| 2001 | 4° lugar | Especial | Sertanista e Indianista Sim, Mas Por Que Não? Orlando Villas Bôas | Sidinho Ramos |               |
| 2002 | Vice-campeã | Especial | Quatro: Vamos Pensar... Isso Vai Dar o Que Falar! | Rodrigo Siqueira e Armando Barbosa                                                                                     |               |
| 2003 | 6° lugar | Especial | A Revolta da Chibata. Sonho, Coragem e Bravura. Minha história: João Cândido, Um Sonho de Liberdade Compositores: Carlos Júnior e Didi | Rodrigo Siqueira e Armando Barbosa                                                                                     |               |
| 2004 | 10° lugar | Especial | No reinado da folia, o povo quer ver: Minha história, cinqüenta anos de glórias, brindando á São Paulo da Garoa com você | Armando Barbosa |               |
| 2005 | 11° lugar | Especial | Disque Camisa, Linha Direta Com o Samba | Alexandre Colla |               |
| 2006 | 13° lugar | Especial | Das Vinhas Aos Vinhos - Do Profano Ao Sagrado, Uma Viagem Ao Mundo Do Prazer Com o Néctar dos Deuses | Alexandre Colla e Augusto de Oliveira                                                                                  |               |
| 2007 | Vice-campeã | Acesso | Das sete curvas de um rio nasce a Rua da Cultura, religião, comércio e festas populares: 25 de Março, Isso é Brasil! | Rodrigo Siqueira | [ 27 ]        |
| 2008 | 14º lugar | Especial | Da Pré-História ao DNA: A história do cabelo eu vou contar! Compositores: Leonardo Trindade, Rodney Cheto e Marcinho Keleque | Rodrigo Siqueira | [ 27 ]        |
| 2009 | 4º lugar | Acesso | Guerreiros! Camisa Verde, faz a festa e prega a paz universal Compositores: Mumu, Luciano, Xande e Dé | Hernane Siqueira | [ 27 ]        |
| 2010 | 4º lugar | Acesso | Tô No Jogo, Me Respeite! Compositores: Cogumelo, Alemão, Braga, Willians e Fernando Paz. | Armando Barbosa | [ 27 ]        |
| 2011 | Vice-campeã | Acesso | Paulista viva, vista a Camisa. A mais Paulista das avenidas Compositores: Ideval Anselmo, Dica, Diego, Fabiano e Sidão | Armando Barbosa | [ 27 ]        |
| 2012 | 14º lugar | Especial | É o Amor... Compositores: Anderson Banana, Rodney Cheto, Fabio Bogalho, Rodrigo CP, Rafinha e Xuxa do Cavaco. | Anselmo Brito | [ 27 ]        |
| 2013 | 4º lugar | Acesso | Era uma vez, outra vez! Compositores: Denny Gomes, Silas Augusto, Almir Menezes, Fábio de Paula, Luciano Rosa e Ary do Camisa | Anselmo Brito | [ 27 ]        |
| 2014 | 3º lugar | Acesso | O Quilombo da Barra Funda está em festa! Camisa Verde e Branco celebra seus 100 anos de histórias, lutas e glórias! Compositores: Almir Menezes, Denny Gomes, Fábio De Paula, Léo Abdalla, Marcelinho, Matheus Neves e Silas Augusto                        | Anselmo Brito | [ 27 ]        |
| 2015 | 3º lugar | Acesso | Eu acredito em previsões, e você? Compositores: Marcelo Careca, Mariano Araújo, Moisés Santiago e Nilson Santos | Anselmo Brito | [ 28 ]        |
| 2016 | 4º lugar | Acesso | Nas águas sagradas de Oxum, Iemanjá e Oxalá, Camisa Verde dá um banho de alegria Compositores: Denny Gomes, Silas Augusto, Chanel, Almir Menezes, Luciano Rosa e Calado                                                                                     | Anselmo Brito |               |
| 2017 | 4° lugar | Acesso | A Revolta da Chibata. Sonho, Coragem e Bravura. Minha história: João Cândido, Um Sonho de Liberdade (Reedição do carnaval de 2003) Compositores: Carlos Júnior e Didi.                                                                                      | Marco Aurélio Ruffinn                                                                                                  | [ 29 ]        |
| 2018 | 7º lugar | Acesso | 100% Camisa Verde e Branco carnavalizando Mário de Andrade. O berço do samba, o poeta e o herói na Paulicéia Desvairada. Compositores: Dennis Patolino, Guilherme Garoa e Victor 7                                                                          | Comissão de Carnaval (Janssen Balgobin, Marcelo Tupinambá, Renato Stinn e Vaníria Nejelschi)                           | [ 17 ]        |
| 2019 | 6º lugar | Acesso 1 | Orin, Orin - Uma viagem sem fim... Quando os tambores ecoam na floresta, a Barra Funda está em festa Compositores: Leonardo Trindade, Marcio Keleque, Thiago de Xangô, Junior Berin, Rafa do Cavaco, Marcos Vinícius, Lucas Donato, Gabriel Sorriso e Biel. | Eduardo Caetano | [ 30 ]        |
| 2020 | 5º lugar | Acesso 1 | Ajayô: Carlinhos Brown, candombléss, tambores e batuques ancestrais Compositores: Turko, Maradona, Zé Paulo Sierra, Rafa do Cavaco, Fabio Souza, Almir Menezes, Bira Moreno, Pedro Carmo, Erasmo Dias, Mário Lúcio e Cunha Bueno                            | Cebola | [ 31 ]        |
| 2021 | Inicialmente adiados para o mês de julho, os desfiles do Carnaval 2021 foram cancelados devido a pandemia de Covid-19. | Inicialmente adiados para o mês de julho, os desfiles do Carnaval 2021 foram cancelados devido a pandemia de Covid-19. | Inicialmente adiados para o mês de julho, os desfiles do Carnaval 2021 foram cancelados devido a pandemia de Covid-19. | Inicialmente adiados para o mês de julho, os desfiles do Carnaval 2021 foram cancelados devido a pandemia de Covid-19. | [ 32 ]        |
| 2022 | 5º lugar | Acesso 1 | Rezadeiras - Na fé do trevo, eu te benzo! Na fé do trevo, te curo! Compositores: Nikinha, Sandro Simões, Gustavo Santos, Xuxo do Cavaco, Rodrigo Correia, Pablo do Cavaco, Ricardo Diegues, Zé Robertto e Toninho 44.                                       | Leno Vidal e Renan Ribeiro                                                                                             | [ 33 ]        |
| 2023 | Vice-campeã | Acesso 1 | Invisíveis Compositores: Nikinha, Xuxo do Cavaco, Sandro Simões, Gustavo Santos, Toninho 44, Rodrigo Correia, Diegues, Pablo do Cavaco e Zé Robertto. | Renan Ribeiro | [ 34 ]        |
| 2024 | 12º lugar | Especial | Adenla - O Imperador nas terras do Rei Compositores: Fabiano Sorriso, Marcos Vinícius, Marcio André, Diogo Corso, Aquiles da Vila, Salgado Luz, Chanel Rigolon, André Cabeça, Tomageski e Biel.                                                             | Renan Ribeiro | [ 35 ]        |
| 2025 | 5º lugar | Especial | O Tempo Não Para! Cazuza – O Poeta Vive Compositores: Silas Augusto, Claudio Russo, Rafa do Cavaco, Turko, Zé Paulo Sierra, Fábio Souza, Luis Jorge, Dr. Élio e Bruno Giannelli.                                                                            | Comissão de Carnaval (João Victor Ferro, Clark Mangabeira e Victor Marques)                                            | [ 36 ] [ 37 ] |
| 2026 | | Especial | | Guilherme Estevão |               |

## Títulos
| Títulos Camisa Verde e Branco | Títulos Camisa Verde e Branco | Títulos Camisa Verde e Branco | Títulos Camisa Verde e Branco                        |
|                               | Divisão                       | Total                         | Ano                                                  |
| ----------------------------- | ----------------------------- | ----------------------------- | ---------------------------------------------------- |
|                               | Grupo Especial                | 9                             | 1974, 1975, 1976, 1977, 1979, 1989, 1990, 1991, 1993 |
|                               | Grupo de Acesso               | 1                             | 1997                                                 |
|                               | Cordões                       | 4                             | 1954, 1968, 1969, 1971                               |